# Comorees
Het Comorees (Shikomori of Shimasiwa, bijnaam "taal van de eilanden") is de meest gesproken taal op de Comoren, een eilandengroep ten oosten van Afrika, die door ruim 700.000 mensen gesproken wordt. Ook op Mayotte, een Frans overzees departement nabij de Comoren, spreekt men Comorees. Madagaskar en Réunion hebben een minderheid die deze taal spreekt.
Het is een verzameling van Sabakidialecten, onderdeel van de Bantoetalen, maar wordt minder beïnvloed door het standaard Swahili dan door het Arabisch.

## Dialect
Elk eiland van de Comoren heeft een eigen dialect, en de in totaal vier dialecten zijn onderverdeeld in twee groepen. De oostelijke groep bestaat uit het Shindzuani (gesproken op Anjouan) en het Shimaore (gesproken op Mayotte), de westelijke groep bestaat uit het Shimwali (gesproken op Mwali) en het Shingazija (gesproken op Grande Comore).

## Alfabet
Het Comorees kent geen officieel eigen alfabet, maar gewoonlijk wordt het Arabisch schrift gebruikt; desondanks promoot de overheid het Latijns schrift, dat werd geïntroduceerd ten tijde van het Franse kolonialisme. Het volkslied van de Comoren, het Udzima wa ya Masiwa, is geschreven in het Comorees.